# Phyllanthus hirtellus
Phyllanthus hirtellus är en emblikaväxtart som beskrevs av Ferdinand von Mueller och Johannes Müller Argoviensis. Phyllanthus hirtellus ingår i släktet Phyllanthus och familjen emblikaväxter. Inga underarter finns listade i Catalogue of Life.